# Jean-François Collange
Pour les articles homonymes, voir Collange.
Jean-François Collange, né au Puy-en-Velay le 19 mars 1944, est un théologien protestant et universitaire français qui a successivement été pasteur, professeur d'université et président d'Église en Alsace, au sein de l'Église de la Confession d'Augsbourg d'Alsace et de Lorraine (ECAAL), puis de l'Union des Églises protestantes d'Alsace et de Lorraine (UEPAL).

## Biographie
Issu, du côté maternel, d'une famille expulsée d'Alsace par les Allemands en 1940, Jean-François Collange est né le 19 mars 1944 au Puy-en-Velay. Il est le fils de Lucien Collange, entrepreneur et de Denise Helly. Le 10 septembre 1965 il a épousé Anne Wagner, fille de Jean-Georges Wagner, premier président de la cour d'appel de Colmar. Trois enfants sont nés de cette union.
Il fit ses études secondaires au collège de Munster et au lycée Bartholdi de Colmar. Il entreprit ensuite des études de théologie à la Faculté de théologie protestante de Strasbourg, puis à celle de Lausanne. Il obtint sa licence en 1967, puis le doctorat es sciences religieuses en 1969 et enfin le doctorat d’État en théologie protestante en 1979.
Il fut pasteur à Strasbourg-Neuhof de 1966 à 1969, puis en coopération à Nouméa auprès de l’Église évangélique pour s'occuper des mouvements de jeunesse de 1969 à 1971, enfin aumônier du Gymnase Jean-Sturm à Strasbourg de 1971 à 1973.
Il commence alors une carrière universitaire à la Faculté de théologie protestante de Strasbourg comme assistant, puis maître-assistant en éthique et dogmatique et enfin professeur de théologie pratique (1981-1992) et d'éthique (1992-2003). Il est doyen de cette faculté de 1996 à 2000 et est élu à deux reprises vice-président de l'université des sciences humaines (1994-1997 et 2002-2003). En 1996, il est nommé par le Président de la République membre du Comité consultatif national d'éthique, où il effectue deux mandats (1996-2004). En 2012, il est nommé membre de la Commission nationale consultative des droits de l'homme par le Premier Ministre.
Parallèlement, il s'est investi dans les Églises et les œuvres : membre de la commission d'éthique de la Fédération protestante de France et du Comité de bioéthique de la Conférence des Églises européennes (KEK), président du Comité protestant des centres de vacances (CPCV). En 1998 il devient membre du chapitre de Saint-Thomas et en 2002 député de la Faculté de théologie protestante au Consistoire supérieur de l’Église de la Confession d'Augsbourg d'Alsace et de Lorraine. En 2003, il est nommé président du Directoire de cette Église par décret du premier ministre et prend sa retraite de professeur. De 2007 à 2013, il est vice-président de la Fédération protestante de France et préside aussi de 2003 à 2013 la Conférence des Églises Riveraines du Rhin, groupe régional de la Communion des Églises protestantes en Europe.
Comme président, il a mené activement le processus d'union des deux Églises protestantes et obtenu du Gouvernement le décret du 18 avril 2006 qui crée officiellement l'Union des Églises protestantes d'Alsace et de Lorraine (UEPAL), dont il devient le président. Il prend sa retraite en 2014 et Christian Albecker lui succède à cette fonction.

## Distinctions
- Chevalier de la Légion d'honneur[réf. souhaitée]
- Chevalier de l'ordre des Palmes académiques

## Publications

### Ouvrages
- Énigmes de la deuxième épître de Paul aux Corinthiens, Cambridge, University Press, 1972
- L'Épître de Saint-Paul aux Philippiens, Neuchâtel-Paris, Delachaux et Niestlé, 1973
- De Jésus à Paul. L'éthique du Nouveau Testament, Genève, Labor et Fides, 1980
- Théologie des droits de l'homme, Paris, Cerf, 1989
- Vieillir a-t-il un sens ? (avec B. Kaempf), Strasbourg, PUS, 1994
- L'Europe à la recherche de son âme. Les Églises entre l'Europe et la Nation (avec J.-P. Bastian), Genève, Labor et Fides, 1999
- Éthique et transplantation d'organes (direction), Paris, Ellipses, 2000
- Spiritualités en regard. Valeurs bouddhistes-valeurs chrétiennes (direction), Strasbourg, PUS, 2003
- La vie, quelle vie ? Bioéthique et protestantisme, Lyon, Olivétan, 2007

### Articles
- Jean-François Collange a publié de nombreux articles dans l'hebdomadaire protestant Réforme dont il a été l'éditorialiste et dans diverses publications scientifiques.